# Oda Eiichirō
Oda Eiichirō (Nhật: 尾田 栄一郎 (Vĩ-Điền Vinh-Nhất-Lang) sinh ngày 1 tháng 1 năm 1975) là một mangaka người Nhật, tác giả của One Piece - bộ manga bán chạy nhất lịch sử và bộ truyện tranh in từng tập bán chạy nhất. Với hơn 520 triệu bản tập tankōbon One Piece được lưu hành toàn thế giới, Oda là một trong những tác giả truyện hư cấu bán chạy nhất lịch sử. Độ nổi tiếng của tác phẩm khiến cho Oda được ghi danh là một trong những họa sĩ làm thay đổi lịch sử manga.
Từ năm 2004, Oda Eiichiro đã kết hôn với cựu người mẫu, diễn viên và tarento Inaba Chiaki (稲葉ちあき). Tháng 12 năm 2003, Oda gặp Inaba trong một lễ hội Jump Festa 2004 khi cô nhập vai Nami trong một vở kịch One Piece. Họ đã có chung hai con gái.

## Thân thế
Oda Eiichiro sinh ngày 1 tháng 1 năm 1975 ở Kumamoto, Nhật Bản. Năm bốn tuổi, anh hạ quyết tâm trở thành mangaka để tránh phải tìm một "công việc thật sự". Nguồn ảnh hưởng lớn nhất của anh là Toriyama Akira và bộ truyện Dragon Ball. Anh kể lại rằng sự quan tâm của mình với cướp biển có lẽ bắt đầu từ bộ phim hoạt hình truyền hình có tên gọi Vicky the Viking.

## Sự nghiệp
Năm 17 tuổi, Oda gửi tác phẩm Wanted! dự thi và giành một số giải thưởng, ví dụ như giải nhì tại giải Tezuka danh giá. Chiến thắng ấy giúp anh có được công việc tại tạp chí Weekly Shōnen Jump, ban đầu anh làm trợ lý mangaka/trợ lý cho bộ truyện Suizan Police Gang của Kaitani Shinobu, rồi tham gia làm trợ lý cho bộ Jungle King Tar-chan và Mizu no Tomodachi Kappaman của Tokuhiro Masaya - những tác phẩm ấy đã bất ngờ ảnh hưởng đến phong cách nghệ thuật của Oda. Năm 19 tuổi, anh bắt đầu làm trợ lý cho bộ Rurouni Kenshin của Watsuki Nobuhiro, trước khi thắng giải Hop Step cho tân binh mangaka. Watsuki ghi nhận Oda đã giúp sáng tác nhân vật Kamari Honjō trong truyện Rurouni Kenshin.
Trong thời gian này, Oda sáng tác hai bộ truyện yomikiri có tên gọi "Romance Dawn" - được đăng lần lượt trên các tạp chí Akamaru Jump và Weekly Shōnen Jump vào cuối năm 1996. Trong "Romance Dawn", Monkey D. Luffy là nhân vật chính và về sau trở thành nhân vật chính của One Piece.
Năm 1997, One Piece bắt đầu được đăng dài kỳ trên Weekly Shōnen Jump. Bộ truyện không chỉ trở thành một trong những bộ manga nổi tiếng nhất ở Nhật Bản, mà còn là bộ manga bán chạy nhất lịch sử. Tác phẩm bán ra 100 triệu tập tankōbon (tính đến tháng 2 năm 2005) và hơn 200 triệu tập (tính đến tháng 2 năm 2011). Truyện có hơn 320 triệu bản in được lưu hành toàn thế giới (tính đến tháng 12 năm 2014), 430 triệu tập được lưu hành toàn thế giới (tính đến tháng 10 năm 2017), 440 triệu bản tiêu thụ (tính đến tháng 5 năm 2018) và 450 triệu bản in (tính đến tháng 3 năm 2019.)
Ngoài ra, các tập lẻ của One Piece đã phá kỷ lục về xuất bản ở Nhật Bản. Năm 2009, tập 56 nhận được lượt in đầu tiên cao nhất (2,85 triệu bản), hơn bất kỳ bộ manga nào khác. Năm 2010, bản in tập 57 đạt mốc ba triệu bản, cao hơn bất kỳ cuốn manga nào nói riêng và sách nói chung ở Nhật Bản. Các tập tiếp theo liên tục phá kỷ lục và hiện kỷ lục ấy đang do tập 67 nắm giữ với 4,05 triệu bản in đầu tiên vào năm 2012. Năm 2013, tác phẩm giành giải thưởng lớn (Grand Prize) tại giải Hiệp hội tác giả truyện tranh Nhật Bản lần thứ 41 cùng với Nekodarake Nice của Yokoyama Kimuchi.
Năm 2008 trong một cuộc bầu chọn do hãng nghiên cứu Oricon, Oda được bầu chọn ở vị trí số năm trong các mangaka được yêu thích nhất ở Nhật Bản. Anh đồng vị trí với Togashi Yoshihiro - tác giả hai bộ Hành trình U Linh Giới và Hunter × Hunter. Năm 2010, trong cuộc bầu chọn các mangaka làm thay đổi lịch sử manga cũng của Oricon, Oda xếp ở vị trí số bốn.
Ở phần phim hoạt hình chiếu rạp thứ 10 của One Piece mang tên Strong World, Oda đã sáng tác cốt truyện, vẽ hơn 120 bức hình để hưỡng dẫn và đề nghị Mr. Children thể hiện ca khúc chủ đề. Ngoài ra, anh còn sáng tác một chương đặc biệt của manga và đưa vào tập tankōbon số 0 - tập truyện này được phát miễn phí cho khán giả xem phim và có kèm các bức hình của anh cho bộ phim. Sau thành công đặc biệt của phim này, Oda còn phụ trách thiết kế nhân vật và giám sát sản xuất các phần phim điện ảnh Z (2012), Gold (2016), Stampede (2019) và Red (2022).
Năm 2007, Oda và Toriyama Akira đã sáng tác một bộ yomikiri crossover mang tên Cross Epoch. Tác phẩm này xuất hiện các nhân vật từ cả Dragon Ball của Toriyama và One Piece của Oda. Năm 2013, từng người họ thiết kế một nhân vật của Gaist cho trò chơi điện tử Gaist Crusher. Năm 2011, Oda và Shimabukuro Mitsutoshi đã sáng tác Taste of the Devil Fruit - bộ yomikiri crossover giữa One Piece và Toriko. Shimabukuro chia sẻ rằng anh là người sáng tác phần lớn cốt truyện, còn Oda làm cố vấn.

## Đời tư
Từ năm 2004, Oda Eiichiro đã kết hôn với cựu người mẫu, diễn viên và tarento Inaba Chiaki. Oda gặp cô vào tháng 12 năm 2003 trong một lễ hội Jump Festa 2004, ở sự kiện ấy Inaba Chiaki nhập vai Nami trong một chương trình kịch One Piece. Oda và Inaba đã có chung hai con gái, một bé sinh năm 2005 còn bé kia sinh năm 2009.
Oda xem nhiều mangaka vừa là bạn bè vừa là đối thủ. Trong số này có các đồng nghiệp gồm Takei Hiroyuki và Itō Mikio làm trợ lý cho Watsuki Nobuhiro. Nhiều năm sau, họ vẫn là bạn bè tốt. Ở phần minh họa trang chính của One Piece chương 766 (đăng ở số thứ 50 của Weekly Shōnen Jump vào năm 2014 cùng hai chương cuối bộ Naruto của Kishimoto), Oda đã lồng ghép một thông điệp ẩn và các phần tri ân khác trong nét vẽ. Đích thân Kishimoto cũng đăng chi tiết tri ân ở phần cuối của Naruto, khi nhân vật Uzumaki Boruto vẽ Jolly Roger của băng Mũ Rơm lên núi. Sau khi phát hành chương thứ 1000 của One Piece, một số đồng nghiệp đối thủ của Oda đã dành lời tri ân trong bình luận của tác giả trên Weekly Shōnen Jump, họ chúc mừng Oda đã đạt được cột mốc này.
Theo chính lời Oda và các biên tập viên manga, anh là một người chăm chỉ và cầu toàn; anh chỉ ngủ ba giờ mỗi ngày trong một tuần làm việc bình thường.
Năm 2013, Oda nhập viện vì mắc bệnh áp-xe quanh amidan (peritonsillar abscess), sau đó anh được xuất viện chỉ sau hai tuần. Sau một năm, anh trải qua một ca phẫu thuật cắt amidan để chữa khỏi bệnh của mình hoàn toàn.
Năm 2018, Oda đã tặng tỉnh Kumamoto 800 triệu yên sau khi nơi này hứng chịu một trận động đất dữ dội vào năm 2016, làm ảnh hưởng đến Thành Kumamoto. Số tiền quyên góp được chia thành hai phần: một phần trị giá 500 triệu yên ghi tên Luffy (mức tiền truy nã của Luffy lúc bấy giờ) và một phần trị giá 300 triệu yên. Oda cũng nhiều lần tham gia hỗ trợ các khu vực chịu ảnh hưởng của động đất; anh viết các thông điệp cổ động, vẽ hình bìa các sản phẩm địa phương và tham gia dự án phục hồi Kumamoto (ONE PIECE Kumamoto Revival Project).

## Giải thưởng
Oda Eiichiro đã nhận được nhiều giải thưởng và danh hiệu, gồm:
- Nửa sau năm 1992: giải nhì của giải Tezuka cho Wanted!.
- 1993: Giải Hop☆Step cho Ikki Yakō.[31]
- 2000: Tác phẩm One Piece dự chung kết của giải thưởng văn hóa Tezuka Osamu.[32]
- 2001: Tác phẩm One Piece dự chung kết của giải thưởng văn hóa Tezuka Osamu.[32]
- 2002: Tác phẩm One Piece dự chung kết của giải thưởng văn hóa Tezuka Osamu.[32]
- 2005: Giải Sondermann ở hạng mục manga quốc tế cho One Piece.
- 2006: One Piece được chọn vào 100 manga chọn lọc của lễ hội nghệ thuật truyền thông Nhật Bản.[33]
- 2008: Giải Sondermann ở hạng mục manga quốc tế cho tập 44 của One Piece.[34]
- 2009: Giải Sondermann ở hạng mục manga quốc tế cho tập 48 của One Piece.
- 2012: One Piece giành giải thưởng lớn (Grand Prize) tại giải Hiệp hội tác giả truyện tranh Nhật Bản.
- 2015: Kỷ lục thế giới Guinness cho "loạt truyện tranh có nhiều bản được đăng nhất của chỉ một tác giả" với hơn 320 triệu bản được in tính đến tháng 12 năm 2014.[8]
- 2018: Giải thưởng danh dự tỉnh Kumamoto.[35]
- 2019: Tác giả được tìm kiếm nhiều nhất tại giải thưởng nghiên cứu của Yahoo! Japan.[36]
- 2019: Góp mặt trong danh sách "100 nhân vật Nhật Bản được thế giới tôn trọng" của Newsweek Japan.[37]
- 2022: Giải thưởng thành tựu trọn đời tại Napoli Comicon, Ý.[38]
- 2022: Kỷ lục thế giới Guinness ghi danh One Piece là "bộ truyện tranh có nhiều bản được in nhất của chị một tác giả" với hơn 516,5 triệu bản được in toàn thế giới (tính đến tháng 7 năm 2022).[39]
- 2023: Tại giải Shin Watanabe lần thứ 18, Oda được trao một giải thưởng dành cho nhà nhà sản xuất hoặc người sáng tác đã tạo ra một trào lưu lớn trong ngành kinh doanh giải trí và có những đóng góp nổi bật cho sự phát triển của văn hóa giải trí đại chúng.[40]

## Tác phẩm

### Manga
- Wanted! (1992)
- God's Present for the Future (神から未来のプレゼント Kami Kara Mirai no Purezento?, 1993)
- Ikki Yakō (一鬼夜行? 1993)
- Wanted! Eiichiro Oda Short Stories (WANTED! 尾田栄一郎短編集 Oda Eiichirō Tanpenshū?, bộ sưu tập các truyện ngắn cũ năm 1998)
  - Wanted!
  - God's Present for the Future
  - Ikki Yakō
  - Monsters
  - Romance Dawn (bản thứ hai)

#### One Piece
- Monsters (1994)
- Romance Dawn (bản đầu tiên năm 1996)
- Romance Dawn (bản thứ hai năm 1996)
- One Piece (1997–nay)
- Cross Epoch (2007) – bộ truyện crossover giữa Dragon Ball và One Piece với Toriyama Akira
- Taste of the Devil Fruit (実食! 悪魔の実!! Jisshoku! Akuma no Mi!!?, 2011) – bộ truyện crossover giữa Toriko và One Piece với Shimabukuro Mitsutoshi.

#### Sách mỹ thuật
- One Piece Color Walk 1
- One Piece Color Walk 2
- One Piece Color Walk 3 Lion
- One Piece Color Walk 4 Eagle
- One Piece Color Walk 5 Shark
- One Piece Color Walk 6 Gorilla
- One Piece Color Walk 7 Tyrannosaurus
- One Piece Color Walk 8 Wolf
- One Piece Color Walk 9 Tiger
- One Piece Color Walk 10 Dragon

### Khác
- Oda vẽ minh hoạ cho Sakura Momoko - tác giả bộ manga Nhóc Maruko sau khi cô mất. Trong phần minh họa, Luffy dùng chung bữa tiệc nướng thịt với Maruko, kèm theo thông điệp ghi rằng hai tác giả rất hợp nhau ở cả đời nghề nghiệp và đời tư. Anh ấy đang cầu nguyện cho Sakura.[41]
- Oda hợp tác với hãng thời trang Gucci và tạo ra Lookbook - bộ ảnh của Monkey D. Luffy và Roronoa Zoro tạo dáng thể thao, cùng hàng loạt hình ảnh diện đồ mới nhất của Gucci.[42]
- Oda vẽ phần minh họa gốc cho tổng thống và toàn bộ người hâm mộ One Piece ở Pháp.[43]
- Oda vẽ phần minh họa gốc cho môn thể thao "Karate", nằm trong cuốn sách chương trình chính thức của Thế vận hội Mùa hè 2020. Cuốn sách ghi dấu ấn với các đặc điểm xác định, lịch sử, luật chơi, top vận động viên, nơi tổ chức, lịch trình và các kỷ lục giải đấu ở 33 môn thể thao tranh tài.[44]
- Oda làm giám đốc sản xuất bộ phim truyền hình người đóng One Piece (2023) của Netflix và Tomorrow Studios.[45]
- Oda thiết kế một nhân vật và quái vật mới ở trò chơi điện tử nhập vai One Piece Odyssey (2023)[46]